# Pfarrkirche Haag am Hausruck

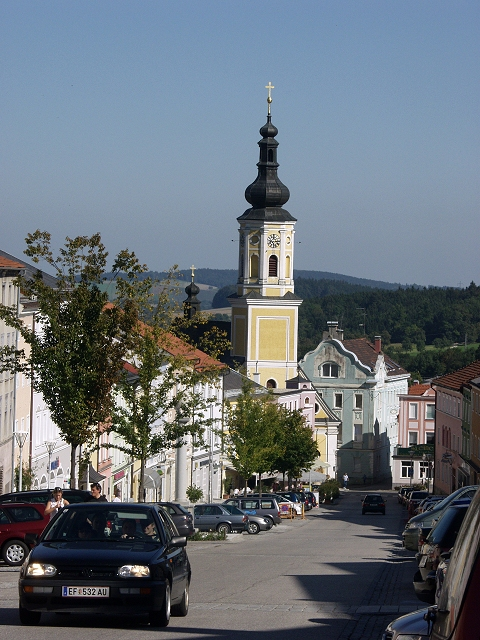
Kath. Pfarrkirche hl. Veit in Haag am Hausruck

Die römisch-katholische Pfarrkirche Haag am Hausruck steht im Ort Haag am Hausruck in der Marktgemeinde Haag am Hausruck im Bezirk Grieskirchen in Oberösterreich. Die auf den heiligen Veit geweihte Kirche gehört zum Dekanat Gaspoltshofen in der Diözese Linz. Die Kirche und das Kriegerdenkmal stehen unter Denkmalschutz.

## Geschichte
Eine Kirche wurde 1379 urkundlich genannt. Der gotische Kirchenbau wurde im 17. Jahrhundert verändert und von 1720 bis 1730 zur barocken Hallenkirche ausgebaut.

## Architektur
An das dreischiffige zwei(doppel)jochige Langhaus mit flachen Kreuzgewölben schließt ein eingezogener zweijochiger Chor mit einem Dreiachtelschluss mit einem flachen Stichkappentonnengewölbe. Der eingebaute Westturm wurde im vierten Geschoß achteckig mit Rundbogenfenstern ausgeführt und trägt einen Zwiebelhelm mit Laterne.

## Ausstattung
Der Hochaltar um 1800 zeigt barocke Formen. Der rechte Seitenaltar trägt eine bemerkenswerte Figurengruppe Kreuzigung in der Art des Johann Peter Schwanthaler der Ältere um 1770/1780. Der linke Seitenaltar trägt eine frühbarocke Madonna aus dem zweiten Drittel des 17. Jahrhunderts. Die Kanzel im Stil des Rokoko ist aus dem dritten Viertel des 18. Jahrhunderts. Der Taufstein ist gotisch.